# Sewall's Point
Sewall's Point é uma vila localizada no estado americano da Flórida, no condado de Martin. Foi incorporada em 1957.

## Geografia
De acordo com o United States Census Bureau, a vila tem uma área de 10,7 km², onde 3,1 km² estão cobertos por terra e 7,6 km² por água.

### Localidades na vizinhança
O diagrama seguinte representa as localidades num raio de 8 km ao redor de Sewall's Point.

## Demografia
Segundo o censo nacional de 2010, a sua população é de 1 996 habitantes e sua densidade populacional é de 653,1 hab/km². Possui 890 residências, que resulta em uma densidade de 291,2 residências/km².